# Stenotabanus pallipes
Stenotabanus pallipes är en tvåvingeart som beskrevs av Krober 1929. Stenotabanus pallipes ingår i släktet Stenotabanus och familjen bromsar. Inga underarter finns listade i Catalogue of Life.